# Płaca (masoneria)
Płaca – ezoteryczne określenie wiedzy masońskiej.
- Pobieranie płacy - zdobywanie wiedzy przez adeptów nauk masońskich. Uczniowie pobierają płacę przy kolumnie północnej, czeladnicy - przy kolumnie południowej.
- Podniesienie płacy – podniesienie na kolejny stopień wtajemniczenia.